# Christian Taylor (Drehbuchautor)

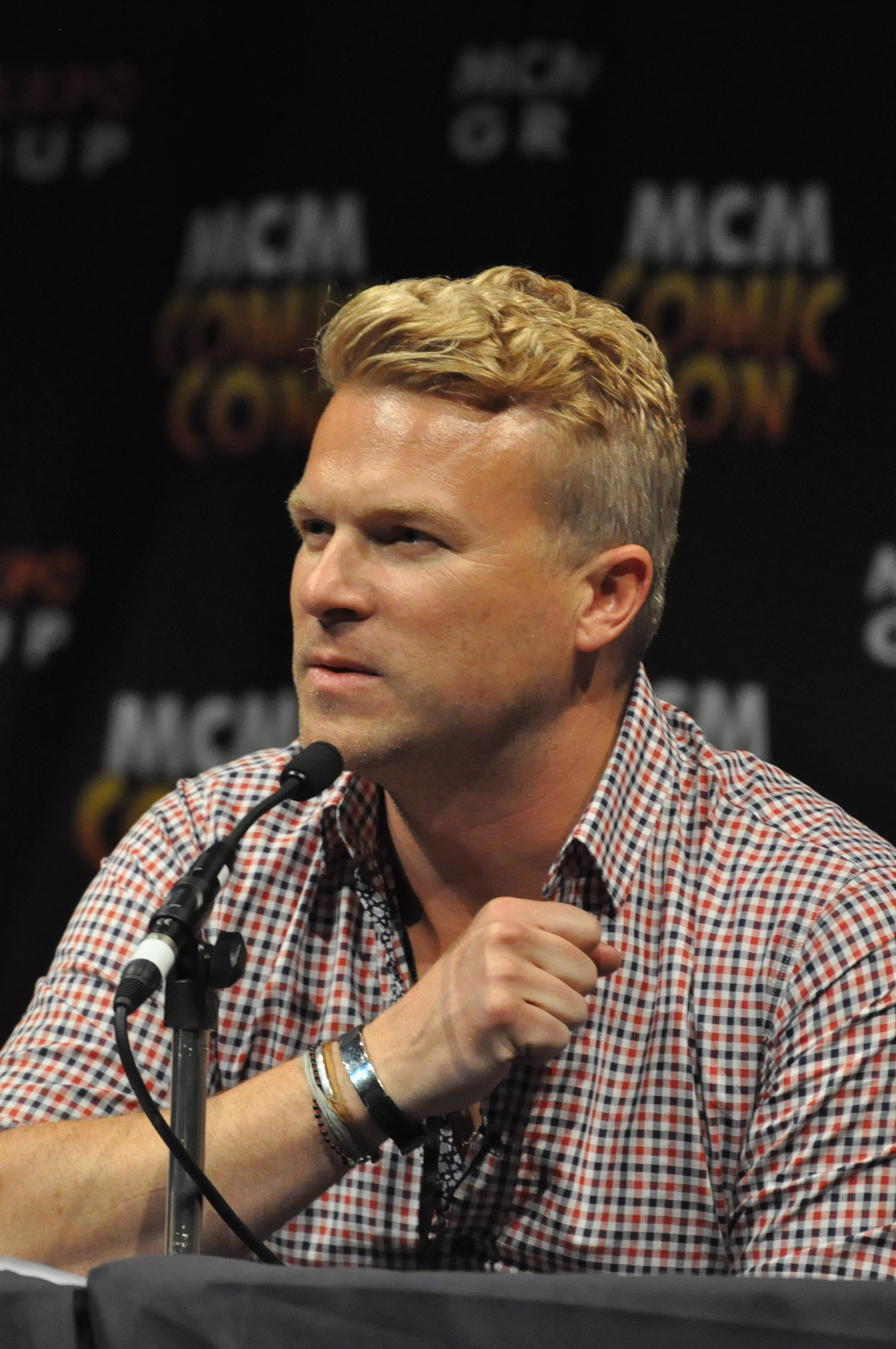
Christian Taylor, 2013

Christian Taylor (* 17. Juli 1968 in London) ist ein britischer Drehbuchautor, Filmproduzent und Filmregisseur, der 1993 für einen Oscar nominiert war.

## Biografie
Taylor, der in London geboren wurde, zog später in die Vereinigten Staaten von Amerika, wo er an der New York University studierte. Bei dem 1990 veröffentlichten Kurzfilm If Only Forever, Taylors erstem Werk, schrieb er das Drehbuch, führte Regie und übernahm den Schnitt. Zwei Jahre später konnte Taylor mit dem Kurzfilm The Lady in Waiting überzeugen. Er wurde für und mit dem Film für einen Oscar nominiert, der jedoch an Sam Karmann und dessen Film Omnibus ging. Während es in Karmanns Film um einen Mann und dessen Probleme geht, seine Arbeitsstelle rechtzeitig zu erreichen, da alles andere weitreichende Konsequenzen nach sich ziehen würde, geht es in Taylors Film um zwei Frauen, die sich wechselseitig Kraft geben, dazu zu stehen, wer sie wirklich sind.
Für die dramatische Fernsehserie Six Feet Under – Gestorben wird immer war Taylor in den Jahren 2001 und 2002 sowohl als Autor als auch als Produzent tätig. Die Serie gilt als eine der klassischen HBO-Serien, sie wurde zudem mit zahlreichen Preisen bedacht. Showboy, ein Mockumentary-Film von 2002, war ein weiteres Projekt Taylors. Der Film wartet mit Gastauftritten von Whoopi Goldberg, Siegfried & Roy sowie von Schauspielern aus der Serie Six Feet Under auf. Für die Fernsehserie Lost, die den Absturz eines Passagierflugzeuges auf einer Insel im Pazifik thematisiert und sich mit dessen Folgen beschäftigt, war Taylor im darauffolgenden Jahr tätig. Daran schlossen sich weitere Arbeiten für verschiedene Fernsehserien an.
Für die Fernsehserie Eye Candy war Taylor 2015 tätig. Darin glaubt die von Victoria Justice verkörperte Titelfigur, dass sich hinter einem ihrer Online-Dates ein Serienmörder verbirgt. Die Handlung geht auf den gleichnamigen Roman von R. L. Stine zurück. Für den Fantasy-Abenteuerfilm Mariah Mundi and the Tablets of Destiny von 2021, eine Fortsetzung von Der Abenteurer – Der Fluch des Midas, schrieb Taylor wiederum das Drehbuch.

## Filmografie (Auswahl)
– Drehbuchautor (wenn nicht anders angegeben) –
- 1990: If Only Forever (Kurzfilm, auch Regie und Schnitt)
- 1992: The Lady in Waiting (Kurzfilm, auch Regie und Schnitt)
- 1995: Shooting Gallery (Fernsehserie, Folge Love Hurts; nur Regie)
- 2001, 2002: Six Feet Under – Gestorben wird immer (Fernsehserie, 3 Folgen und 10 Folgen als Produzent)
- 2002: Showboy (auch Regie und Vortrag Sweet Dreams (Are Made of This))
- 2003: Miracles (Fernsehserie, Folgen You Are My Sunshine und Mother’s Daugther und 12 Folgen als Produzent)
- 2003: Lost (Fernsehserie, Folge White Rabbit und 11 Folgen als Produzent)
- 2008: New Amsterdam (Fernsehserie, 8 Folgen)
- 2009: Valemont (Fernseh-Mini-Vampirserie)
- 2011–2014: Star Wars: The Clone Wars (Fernsehserie, 15 Folgen)
- 2012: Teen Wolf Revelations (Fernsehserie, Folge Origins, nur Produzent)
- 2012–2014: Teen Wolf (Fernsehserie Folgen Abomination, Motel California und Riddled
  - sowie als Regisseur mit den Folgen De-Void und 117 und weiteren)
- 2013: Der Abenteurer – Der Fluch des Midas (The Adventurer: The Curse of the Midas Box)
- 2015: Eye Candy (Fernsehserie, 10 Folgen, Folge K3U als Ausführender Produzent)
- 2016: Marvel’s Luke Cage (Fernsehserie, Folgen DWYCK und Now You’re Mine sowie 13 Folgen als Produzent)
- 2019: Treadstone (Fernsehserie, 3 Folgen als Produzent)
- 2021: Resident Alien (Fernsehserie, Folge End of the World as We Know It sowie 9 Folgen als Produzent)
- 2021: Star Wars: The Bad Batch (Fernsehserie, Folgen Cornered und Reunion)
- 2021: Mariah Mundi and the Tablets of Destiny

## Auszeichnungen
Academy Awards, USA 1993
- Oscarnominierung für und mit dem Film The Lady in Waiting in der Kategorie „Bester Kurzfilm“

Primetime Emmy Awards 2002
- Nominierung für den Primetime Emmy gemeinsam mit anderen Produzenten
  - für und mit der Serie Six Feet Under in der Kategorie „Herausragende Drama-Serie“
  - und für und mit der Serie Six Feet Under in der Kategorie „Herausragende Drama-Serie“

British Independent Film Awards 2002
- Auszeichnung mit dem Douglas Hickox Award gemeinsam mit Lindy Heymann für und mit dem Film Showboy

Milano International Film Festival Awards 2002 (MIFF Awards)
- Auszeichnung gemeinsam mit Lindy Heymann für und mit dem Film Showboy in der Kategorie „Bester Film“

Online Film & Television Association 2002
- Nominierung für den OFTA Television Award gemeinsam mit weiteren Autoren
  - für und mit der Serie Six Feet Under in der Kategorie „Bestes Drehbuch in einer dramatischen Serie“

Writers Guild of America, USA 2003 und 2006
- Nominierung für den WGA Award (TV) für und mit der Serie Six Feet Under in der Kategorie „Episodisches Drama“
- Auszeichnung mit dem WGA Award (TV) für und mit der Serie Lost in der Kategorie „Dramatische Serie“

The Streamy Awards 2010
- Nominierung für den Streamy Award für und mit Valemont in der Kategorie „Bestes Drehbuch für eine Dramaserie“
- Auszeichnung mit dem Streamy Award gemeinsam mit Nina G. Bargiel
  - für und mit der Serie Valemont in der Kategorie „Beste interaktive Erfahrung in einer Webserie“

Daytime Emmy Awards 2015
- Nominierung für den Daytime Emmy für und mit der Serie Star Wars: The Clone Wars
  - in der Kategorie „Herausragendes Drehbuch in einer animierten Serie“